# Maria Anna Bawarska (1574–1616)
Maria Anna Bawarska, niem. Prinzessin Maria Anna von Bayern (ur. 8 grudnia 1574 w Monachium; zm. 8 marca 1616 w Grazu) – księżniczka bawarska, arcyksiężna austriacka.

## Życiorys
Maria Anna była drugą córką księcia bawarskiego Wilhelma V i Renaty Lotaryńskiej. Maria Anna była niezwykle pobożna, codziennie uczestniczyła w 3 lub 4 mszach świętych i często pościła. 23 kwietnia 1600 poślubiła swojego kuzyna Ferdynanda Habsburga. Z tego małżeństwa pochodziło siedmioro dzieci:
- Krystyna (ur. i zm. 1601),
- Karol (ur. i zm. 1603),
- Jan Karol (1605–1619),
- Ferdynand III (1608–1657),
- Maria Anna (1610–1665),
- Cecylia Renata (1611–1644),
- Leopold Wilhelm (1614–1662).